# Plasticine

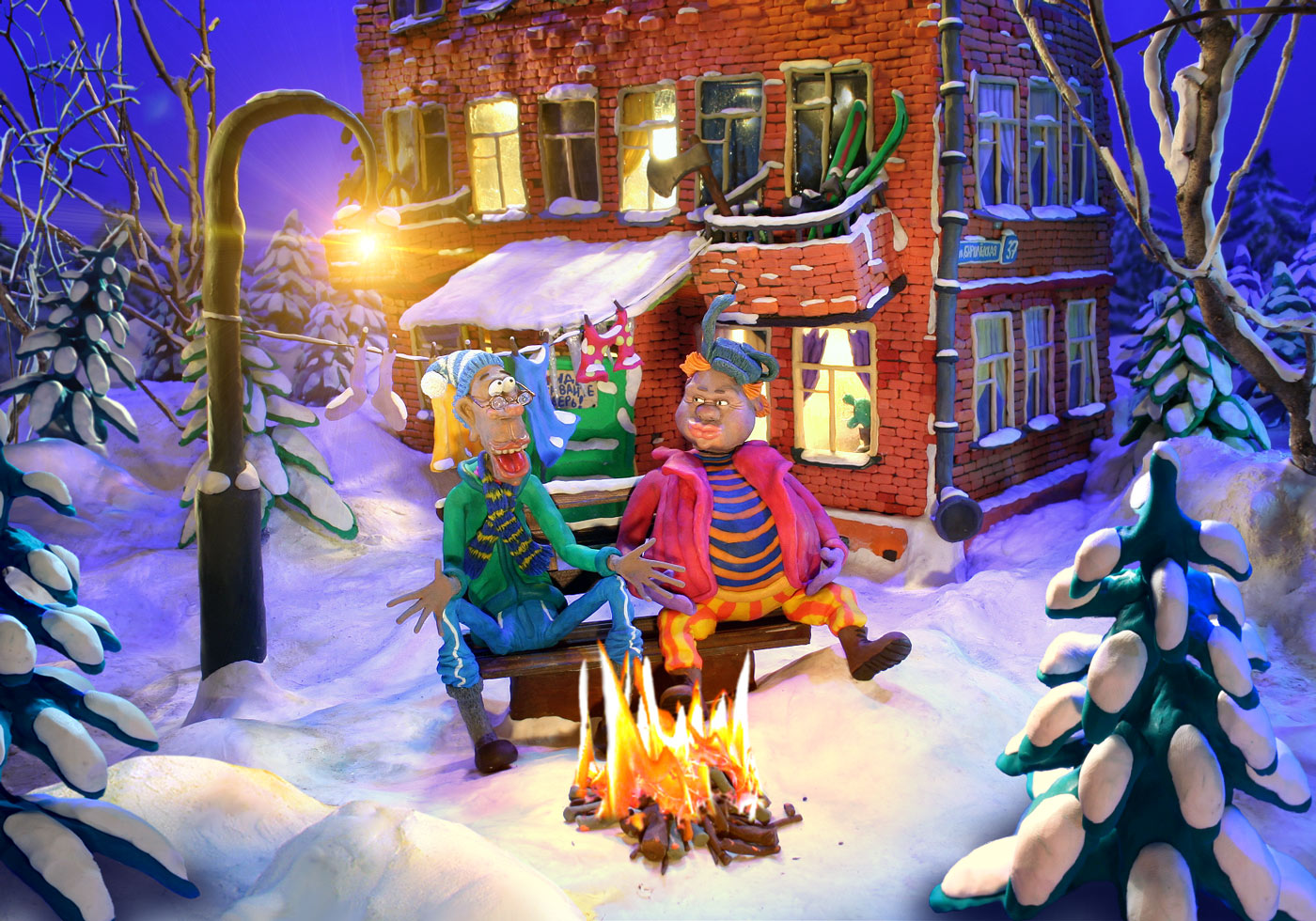
Plasticine figuren uit een stop motion-film

Plasticine is een merknaam voor boetseerpasta op basis van calciumzouten (kalk), petroleumgelei (paraffinewas met een kleine aardoliecomponent) en vetzuren, meestal varkensvet. Het oorspronkelijke product uit 1897, uitgevonden door de Engelse tekenleraar William Harbutt, was grijs, maar al snel werden kleurstoffen toegevoegd. De typische geur van moderne plasticine wordt veroorzaakt door de antioxidant Irganox L130 die voorkomt dat de substantie ranzig wordt en bros. De eigennaam is door merkverwatering een soortnaam geworden voor boetseerpasta's in het algemeen. Plasticine kan niet gebakken worden en blijft langdurig kneedbaar. Het product is daarom goed bruikbaar voor stop-motion-animatiefilms.
Het product wordt in andere landen, zoals Duitsland, ook wel "plastiline" of "plastilina" genoemd, soms verbonden met de bewering dat dit terug zou gaan op uitvindingen ouder dan die van Harbutt. Daarbij ging het echter om mengsels van kaolien, lijnolie en pigment die uiteindelijk wel hardend waren.